# Język kala lagaw ya
Język kala lagaw ya (Mabuiag) – język australijski z rodziny pama-nyungańskiej, używany na zachodnich wyspach Cieśniny Torresa (Australia). Według danych z 2006 roku posługuje się nim ponad tysiąc osób.
Powstał jego słownik. Jest zapisywany alfabetem łacińskim.